# M/S Eurodam
M/S Eurodam är ett fartyg tillverkat år 2008.

## Historia
I juni 2008 levererades fartyget till Holland America Line. Den 1 juli 2008 döptes fartyget av drottning Beatrix i Rotterdam. Den 5 juli samma år avgår fartyget för första gången på en kryssning från Köpenhamn.

## Tekniska data
Fartyget är Holland America Lines 80:e fartyg som levererats genom tiderna. Fartyget är också rederiets största genom tiderna.
86 % av hytterna ligger på utsidan och 67 % av dessa har balkong.

## Övrigt
Fartyget har ett systerfartyg med namnet M/S Nieuw Amsterdam.